# Universidad de Los Andes FC
Universidad de Los Andes Fútbol Club, auch bekannt unter der Abkürzung ULA, ist ein venezolanischer Fußballverein aus Mérida. Der Verein wurde 1977 gegründet und trägt seine Heimspiele im Estadio Guillermo Soto Rosa aus, das 16.500 Zuschauern Platz bietet. Universidad de Los Andes FC, das bisher zweimal venezolanischer Meister wurde, spielt derzeit in der Segunda División B, der dritthöchsten Spielklasse in Venezuela.

## Geschichte

### Anfänge
Der Verein Universidad de Los Andes FC wurde im Jahre 1977 unter dem Namen Universidad de Los Andes Mérida Fútbol Club in Mérida gegründet. Der neu gegründete Club war ein Universitätsverein, die Hochschule Universidad de los Andes befindet sich in direkter Umgebung und war auch namensgebend. Als Farben wählten die Gründungsmitglieder von ULA, wie der Verein abgekürzt wird, blau und weiß, was auch denen der Universität entspricht.

### Erfolgreichste Zeit
Universidad de Los Andes FC konnte in seiner Geschichte bis heute zweimal die venezolanische Fußballmeisterschaft gewinnen. Der erste Sieg gelang dem Club im Jahr 1983. In der Primera División wurde ein erster Platz mit einem Zähler Vorsprung auf Portuguesa FC erreicht.
Durch den Meistertitel war der Verein für die Copa Libertadores 1984 startberechtigt. Bei dem Turnier überstand ULA überraschend die erste Gruppenphase durch einen ersten Platz vor Sporting Cristal, Portuguesa und FBC Melgar. Dadurch wurde die zweite Gruppenphase erreicht, wo gegen die beiden brasilianischen Spitzenvereine Grêmio Porto Alegre und Flamengo Rio de Janeiro das Aus kam. Auf nationaler Ebene verliefen die kommenden Jahre für ULA jedoch weniger erfolgreich, es dauerte bis zur Spielzeit 1990/91, bis der Verein wieder einen großen Erfolg feiern konnte. In genannter Saison belegte man nach Ablauf aller Spieltage den ersten Platz mit zwei Punkten Vorsprung auf Marítimo Caracas und wurde zum zweiten Mal venezolanischer Meister im Fußball. Diesmal verlief die Libertadores-Teilnahme allerdings weniger erfolgreich, es kam bereits das Ausscheiden als Gruppenletzter in der ersten Runde.

### Niedergang und Rückkehr
Im Jahre 1998, nur zwei Jahre nach dem Gewinn des venezolanischen Pokalwettbewerbs, der Copa Venezuela, geriet Universidad de Los Andes FC in starke finanzielle Schwierigkeiten. Nachdem noch drei weitere Jahre in oberen Ligen des venezolanischen Fußballs mitgespielt werden konnte, musste ULA 2001 die Rechte am Verein aufgrund zu großer Finanzprobleme verkaufen und sich dem Monagas Sport Club anschließen. Damit war das Ende von Universidad de Los Andes FC besiegelt.
Fünf Jahre später, 2006, konnte ULA wieder gegründet werden und spielt seitdem in unteren Spielklassen Venezuelas. In der Saison 2011/12 spielt der Club wieder in der Segunda División B Venezolano, der dritthöchsten Liga, nachdem 2010/11 der Aufstieg aus der Tercera División geglückt war.

## Erfolge
- Primera División: 2× (1983, 1990/91)
- Segunda División: 2× (1986, 1994/95)
- Copa Venezuela: 1× (1995/96)
- Teilnahme an der Copa Libertadores: 2×

1984 zweite Gruppenphase
1992 erste Runde

## Bekannte Spieler
- Rafael Dudamel
- Ricardo Páez
- Jorge Alberto Rojas
- José Torrealba
- Carlos Veglio
- Luis Vera